# Remigia nebuligera
Remigia nebuligera là một loài bướm đêm trong họ Erebidae.